# Kronosaurus
A Kronosaurus a hüllők (Reptilia vagy Sauropsida) osztályának a plezioszauruszok (Plesiosauria) rendjébe, ezen belül a plioszaurusz-félék (Pliosauridae) családjába tartozó kihalt nem.

## Rendszerezése
A nembe két faj tartozik:
- Kronosaurus boyacensis Hampe 1992
- Kronosaurus queenslandicus Longman 1924

## Jellemzése

A Kronosaurus mérete a korábbi és az újabb becslések alapján

Fajai, ahogy' más rövid nyakú plezioszauruszok (azaz plioszauruszok), tengeri hüllők voltak, s mintegy 125–99 millió évvel ezelőtt éltek a kora krétában, az apti és albai korszakban. Testhosszukat korábbi becslések alapján mintegy 12,8 m-nek gondolták, de a legújabb vizsgálatok szerint „csak” 9–10,9 m hosszú élőlények lehettek. Megnyúlt fej, rövid nyak jellemezte őket, masszív testüket négy uszony és egy viszonylag rövid farok segítségével mozgatták. A hátulsó uszonyaik nagyobbak voltak, mint az elülsők. Ragadozó életmódot folytattak, amit jól mutatnak hosszú, éles, kúp alakú fogaik, továbbá észak-queenslandi maradványuk fosszilis gyomortartalmát vizsgálva a kutatók megállapították, hogy teknősöket és plezioszauruszokat zsákmányoltak. Egy albai korú Eromangasaurus-maradvány koponyáján talált harapásnyomok vélhetően egy Kronosaurustól származnak.

## Lelőhelyek
Az ausztráliai Queenslandben és Kolumbiában kerültek elő Kronosaurus-maradványok, mindkét helyen egykori sekély vizű beltenger üledékes kőzeteiből.

## Fordítás
Ez a szócikk részben vagy egészben  a   Kronosaurus című angol Wikipédia-szócikk ezen változatának fordításán alapul.  Az eredeti cikk szerkesztőit annak laptörténete sorolja fel. Ez a jelzés csupán a megfogalmazás eredetét és a szerzői jogokat jelzi, nem szolgál a cikkben szereplő információk forrásmegjelöléseként.